# جانگل ورلد
جانگل ورلد یک هفته‌نامه آلمانی چپگرا است که در برلین منتشر می‌شود. ابتدا در سال ۱۹۹۷ روزنامه چپ آلمانی یونگه ولت توسط سردبیرانی‌ که اعتصاب کرده بودند تأسیس شد، این هفته‌نامه تنها پس از چند شماره مستقل شد. امروزه این هفته‌نامه با بیش از ۳۰ نویسنده، سردبیر و کارکنان فعلی و سابق توسط شرکت انتشاراتی جانگل ورلد و همچنین همکاری حامیان خود منتشر می‌شود.
جانگل ورلد به‌خاطر مواضع تفتیش عقیده ملی‌گرایانه و جهان‌وطنی‌اش معروف است که منعکس‌کننده مواضع «چپ غیر دگماتیک» در آلمان است. مقالات این هفته‌نامه در نسخه آنلاین در روزهای پس از درج منتشر می‌شود. به گفته وزارت امور خانواده آلمان فدرال، این روزنامه به‌طور مرتب به سوالات طیف تفتیش عقیده آلمانی چپ افراطی پاسخ داده و به فعالیت‌های چپ افراطی اشاره می‌کند. مواضع نویسندگان این مجله تفتیش عقاید آلمانی است.
به مناسبت بیستمین سالگرد این روزنامه چاپ هزارمین نسخه آن در تاریخ ۷ ژوئن ۲۰۱۷ منتشر شد، این نسخه به‌طور کامل توسط کارمندان سابق نوشته شد.

## جهت‌گیری سیاسی
این هفته‌نامه با تصویری که از خود ارائه کرده، می‌خواهد مواضع مختلف چپ را ارائه کند و خود را یک هفته نامه غیر دگماتیک چپ معرفی کرده و همچنین «سکوی مهمی برای دیدگاه چپ» باشد. جهت‌گیری سیاسی آن را در بحث‌های جناحی و گرایش‌های خرده فرهنگی، می‌توان بین چپ رادیکال و چپ غیر متعارف طبقه‌بندی کرد و این هفته‌نامه «قطعاً نه تفتیش عقیده صهیونیست، تفتیش عقیده یهود و تفتیش عقیده آمریکایی» است. در نتیجه در جانگل ورلد بخشی از چپ که به طیف سیاسی تفتیش عقیده ضد امپریالیسم تعلق دارد، مرتباً مورد انتقادات ناسیونالیستی و غیر تعملی قرار می‌گیرد.
در ژانویه ۲۰۱۲، وزارت امور خانواده فدرال صراحتاً به یک سؤال پارلمانی مبنی بر اینکه آیا هفته‌نامه «جانگل ورلد» جهت‌گیری افراطی چپ دارد یا خیر، پاسخ نداد، اما با «اشاره به رویدادهای طیف افراطی چپ» اشاره کرد. در سال ۲۰۰۶، کریستینا شرودر، وزیر خانواده بعدی، شخصاً جانگل ورلد را پذیرفت و با او مصاحبه طولانی‌ای انجام داد.

## طراحی
نسخه چاپی به یک بخش اصلی ۲۰ صفحه‌ای در برلینی (قطع روزنامه) و یک بخش مجله ۲۴ صفحه‌ای در نیمه برلینی تقسیم شده است.
فونت‌های استفاده شده توسط جانگل ورلد عبارتند از فلوریس جانگل ورلد و فلوریس تکست که توسط دی گروت برای حروف‌چینی و طراحی حروف تایپ، مخصوص روزنامه طراحی شده‌اند.
طرح جدیدی با ویرایش هفتم در سال ۲۰۱۶ معرفی شد. از جمله، صفحه اول واضح‌تر شد و بخش اصلی از سه ستون به پنج ستون تغییر یافت. لوگوی نسخه چاپی یک "J" بزرگ است.

## تیراژ و توزیع
این روزنامه در سال ۲۰۱۵ با تیراژ ۱۶۰۰۰ نسخه به صورت هفتگی در سراسر کشور منتشر شد که تیراژ آن در سال ۲۰۱۱ بالغ بر ۱۱۵۸۵ نسخه بود که حدود ۶۳۰۰ نسخه آن به مشترکان اختصاص داشت. اینها برای تأمین مالی روزنامه بسیار مهم بود.
جانگل ورلد توسط سرویس انتشارات کارنی‌ورا توزیع می‌شود و در ایستگاه‌های قطار متعدد و همچنین در کیوسک‌ها و کتابفروشی‌های منتخب در آلمان و اتریش در دسترس است.